# The Love Punch
The Love Punch (bra: Um Plano Brilhante; prt: Golpe de Amor) é um filme britânico de 2013, do gênero comédia romântica, dirigido por Joel Hopkins e estrelado por Emma Thompson e Pierce Brosnan, junto com Timothy Spall e Celia Imrie.

## Sinopse
O empresário Richard Jones está prestes a se aposentar, mas perde todo seu dinheiro (e da sua família), investido ao longo da vida inteira, para um jovem investidor francês, inescrupuloso. Sua ex-mulher, Kate, com quem vive uma relação de amor e ódio, bola então, um "plano brilhante" para recuperar o dinheiro. Eles terão que viajar para Paris, assumir a identidade de um casal estrangeiro, nadar, escalar uma colina, entrar de penetra no casamento mais aguardado pela sociedade francesa e tentar roubar um valioso diamante, da noiva do empresário em questão. Para isso, vão contar com a ajuda do casal de amigos Jerry e Penelope, em uma série de trapalhadas.

## Elenco
- Pierce Brosnan - Richard Jones
- Emma Thompson - Kate Jones
- Timothy Spall - Jerry
- Celia Imrie - Penelope
- Tuppence Middleton - Sophie
- Marisa Berenson - Catherine
- Louise Bourgoin - Manon Fontane
- Laurent Lafitte - Vincent Kruger
- Patrice Cols - Garde
- Jordan Jones - Lover
- Tom Morton - Tim
- Christopher Craig - Culco Employee
- Olivier Chantreau - Jean-Baptiste Durain[4]
- Jack Wilkinson - Matt Jones
- Adam Byron - Tyler

## Crítica
Peter Bradshaw, do The Guardian, deu ao filme três estrelas dizendo que o filme é uma comédia de meia-idade totalmente ridícula, mas alegre e muito amável".